# That's How You Know
"That's How You Know"는 2007년 디즈니의 영화 《마법에 걸린 사랑》의 곡 중 하나로, 앨런 멩컨이 작곡, 스티븐 슈워츠가 작사하였다. 영화의 주연 에이미 애덤스가 불렀으며, 말론 선더스와 다른 가수들이 보컬로서 백그라운드로 피쳐링하였다.  이 곡이 담긴 《마법에 걸린 사랑》의 사운드트랙은 2007년 11월 20일 미국에서 발매되었다.
영화처럼, 이 곡은 과거 디즈니 작품들에 대한 오마주이자 자기 풍자로서 작곡되었는데, 특히 《인어 공주》에서의 "Under the Sea"와 《미녀와 야수》의 "Be Our Guest"등의 대규모 제작 곡들이 그랬으며, 두 곡 모두 너무나도 우연하게 앨런 멩컨이 작곡하였다.
제13회 크리틱스 초이스 영화상에서 최우수 곡, 제65회 골든 글로브상에서 주제가상, 제80회 아카데미상에서 주제가상 후보에 올랐으며, 영화에서 쓰인 다른 두 곡 역시도 아카데미 주제가상 후보로 지명됐다. 제51회 그래미상에서도 영화 음악 부문 후보로 선정됐다.

## 배경
영화에서 이 곡은 지젤이 부른다. 센트럴 파크를 걷는 동안, 지젤은 로버츠 (패트릭 뎀프시)가 낸시 (이디나 멘젤)라는 여자 친구를 5년간 사귀었고 아직 프로포즈를 하지 않았다는걸 알게 된 후, 사랑에 대한 그의 견해에 대해 질문을 한다. 그녀는 낸시에게 그가 애정을 보여주어야한다는 걸 설명하기 위해 자연스럽게 노래를 부르기 시작한다. 센트럴 파크에서 지젤이 노래와 춤을 추면서, 버스커들, 스틸 밴드, 노년의 댄서들, 바바리안 댄서들, 롤러블레이더들을 포함한 공원의 다른 사람들이 그녀에게 동참한다. 그들은 노래가 끝나는 베데스다 분수까지 그녀를 따라간다. 앞에 언급한 디즈니 노래 뿐만 아니라, 《That's How You Know》는 《스크루지》의 Thank You Very Much와 《올리버》의 "Consider Yourself" 같은 다른 뮤지컬 영화들의 곡에서도 영향을 받았다 (후자 영화 역시도 플래시몹이 끝나기 전 정육점 주인, 생선 장수를 포함한 여러 인물들이 춤을 춘다)

## 차트 순위
| 차트 (2008년)                         | 최고 순위 |
| ------------------------------------- | --------- |
| 미국 버블링 언더 핫 100 싱글 (빌보드) | 3         |
| 캐나다 (캐나디안 핫 100)              | 99        |